# Georges Marrane
Pour les articles homonymes, voir Marrane.
Georges Marrane, né le 20 janvier 1888 à Louviers (Eure) et mort le 27 août 1976 à Fleury-Mérogis (Essonne), est un homme politique français.
Membre du Parti communiste français, il est notamment maire d'Ivry-sur-Seine, président du conseil général de la Seine, ministre de la Santé publique et de la Population, sénateur et député de la Seine.
Candidat du PCF à l’élection présidentielle de 1958, il arrive en deuxième position avec 13 % des suffrages exprimés.

## Biographie
Fils d'ouvrier, Georges Marrane travaille en usine après avoir obtenu son certificat d'études, dès l'âge de 12 ans, en Seine-et-Oise, comme apprenti mécanicien, avant de devenir ouvrier horloger-mécanicien à Paris. Il est blessé pendant la Première Guerre mondiale.
En 1914, il épouse Lucienne Ducaud. Lucienne Marrane sera une des candidates femmes présentées par les communistes aux municipales de 1926, malgré leur inéligibilité.
Il adhère en 1916 au Parti socialiste SFIO (18e section). En décembre 1920, il se prononce pour l’adhésion à la IIIe Internationale. En octobre 1922, il entre au bureau politique du Parti communiste et dirige en 1924 la Banque ouvrière et paysanne dont il était le cofondateur. Il est emprisonné quatre mois en 1924 pour « attentat contre la sureté extérieure et intérieure de l’État », après avoir dénoncé l'occupation de la Ruhr ordonnée par le gouvernement de Raymond Poincaré afin de contraindre l’Allemagne à accélérer les paiements.

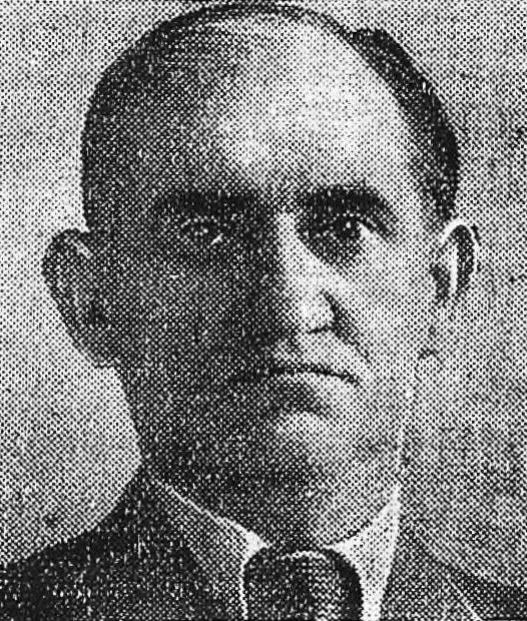
Georges Marrane en 1936.

Le 15 mai 1925, il est élu maire d’Ivry-sur-Seine, puis réélu en 1929 et 1935. En 1929, il fait élire une femme, Marie Lefèvre, sur sa liste électorale pour protester contre l'interdiction faite aux femmes de participer à la vie politique. L’élection de celle-ci sera finalement cassée par la préfecture. Il inaugure à Ivry une nouvelle gestion sociale : mise en place d'une régie municipale, réalisation d'habitations à bon marché, d'installations sportives, création d'un système d’assistance et d’aide sociale, des « vacances populaires enfantines », gratuité des fournitures scolaires,. En 1936-37, il préside le conseil général de la Seine.
Un mois après la déclaration de guerre, le 4 octobre 1939, les conseillers municipaux communistes sont suspendus de leur fonction. Il est déchu de son mandat de maire le 21 janvier 1940 et entre dans la clandestinité. On le retrouve à Lyon, à Toulouse, à Marseille, en Corrèze et dans la Haute-Vienne où il déploie une activité considérable sous le pseudonyme de Gaston. Il est un des organisateurs du Front national de la Résistance en Zone sud. Il donne son aval aux différentes actions de Lucie Aubrac, ancienne militante communiste établie à Lyon avec son mari Raymond.
Le 25 août 1944, il accueille de Gaulle à l’hôtel de ville de Paris en sa qualité de vice-président du Comité parisien de la Libération.

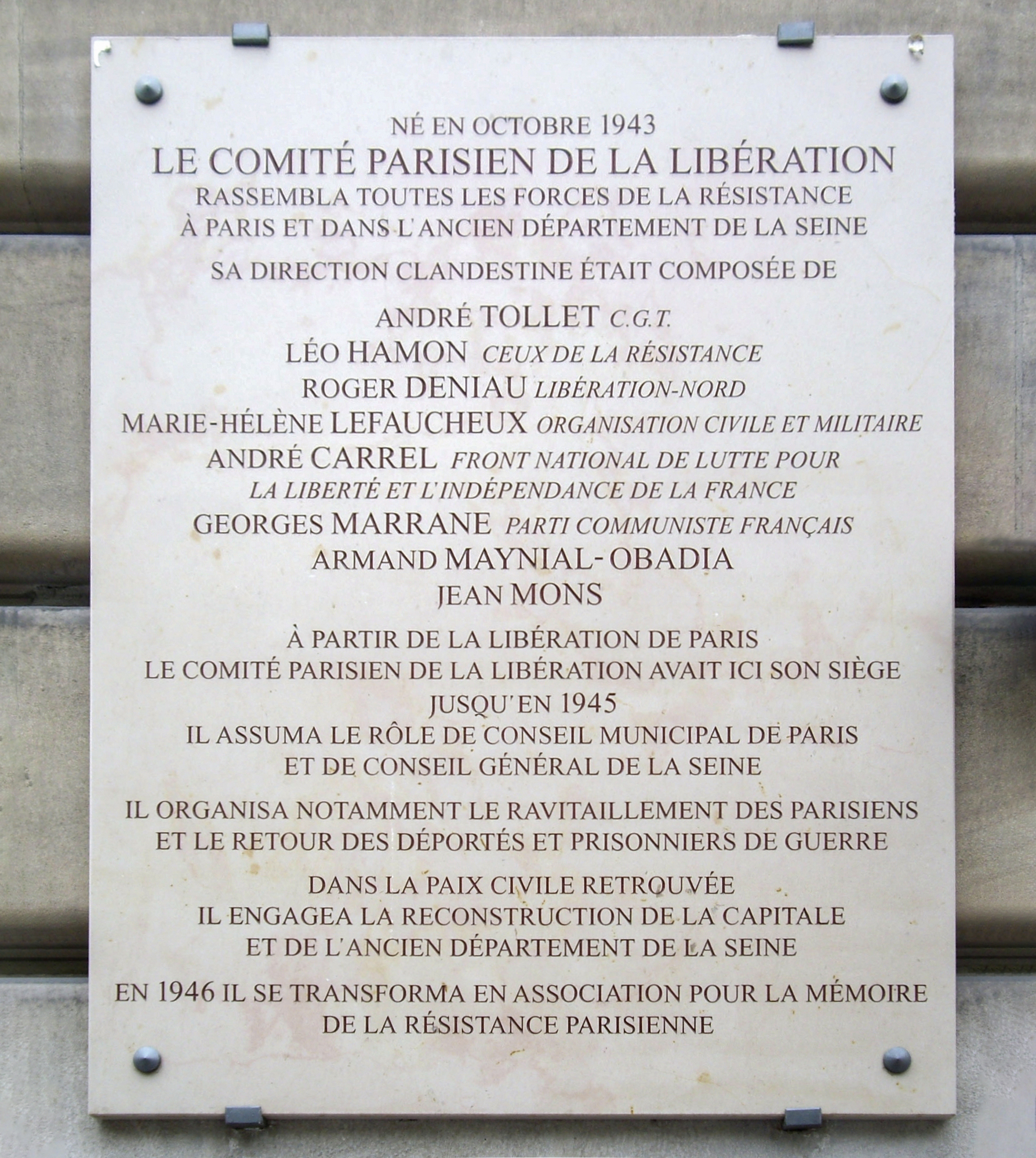
Plaque en mémoire du Comité parisien de la Libération au no 3 de le rue du Château-d'Eau à Paris.

Le 20 août 1944, Venise Gosnat, adjoint au maire avant la guerre, reconquiert la mairie d'Ivry et met en place un Comité local de libération. Le 29 avril 1945, Georges Marrane retrouve son fauteuil de maire et dirige la ville jusqu’en 1965, date à laquelle Jacques Laloë lui succède à la tête de la municipalité.
Il est membre de l’Assemblée consultative provisoire où il représente le Front national de l'indépendance de la France. Puis il est élu au Conseil de la République en 1946. Candidat à la présidence du Conseil de la République, il obtient comme son rival MRP, Auguste Champetier de Ribes, 129 voix. Ce dernier est désigné au bénéfice de l'âge.
Georges Marrane est ministre de la Santé publique et de la Population dans le gouvernement Paul Ramadier du 22 janvier au 4 mai 1947. Il démissionne à la suite de l'éviction des ministres communistes membres de l'Assemblée nationale.
Il est membre du Conseil de la République jusqu’à son élection en tant que député communiste de la Seine en 1956. Il est vice-président du groupe communiste de l’Assemblée nationale.
Il est nommé le 27 décembre 1946 vice-président du Conseil de la République et reconduit dans cette fonction les 14 janvier 1947 et 14 janvier 1948,,.
Candidat du PCF à l'élection présidentielle du 21 décembre 1958, il arrive en deuxième position avec 10 355 voix (soit 13,03 % des suffrages) dans le collège des grands électeurs, qui élit le général de Gaulle comme premier président de la Ve République.
Il redevient sénateur en avril 1959 et siège au palais du Luxembourg jusqu’en 1968.
Réélu conseiller général de la Seine en 1945 — il est à nouveau président de cette assemblée de mars 1945 à juillet 1946 —, il exerce ce mandat jusqu'en 1967.

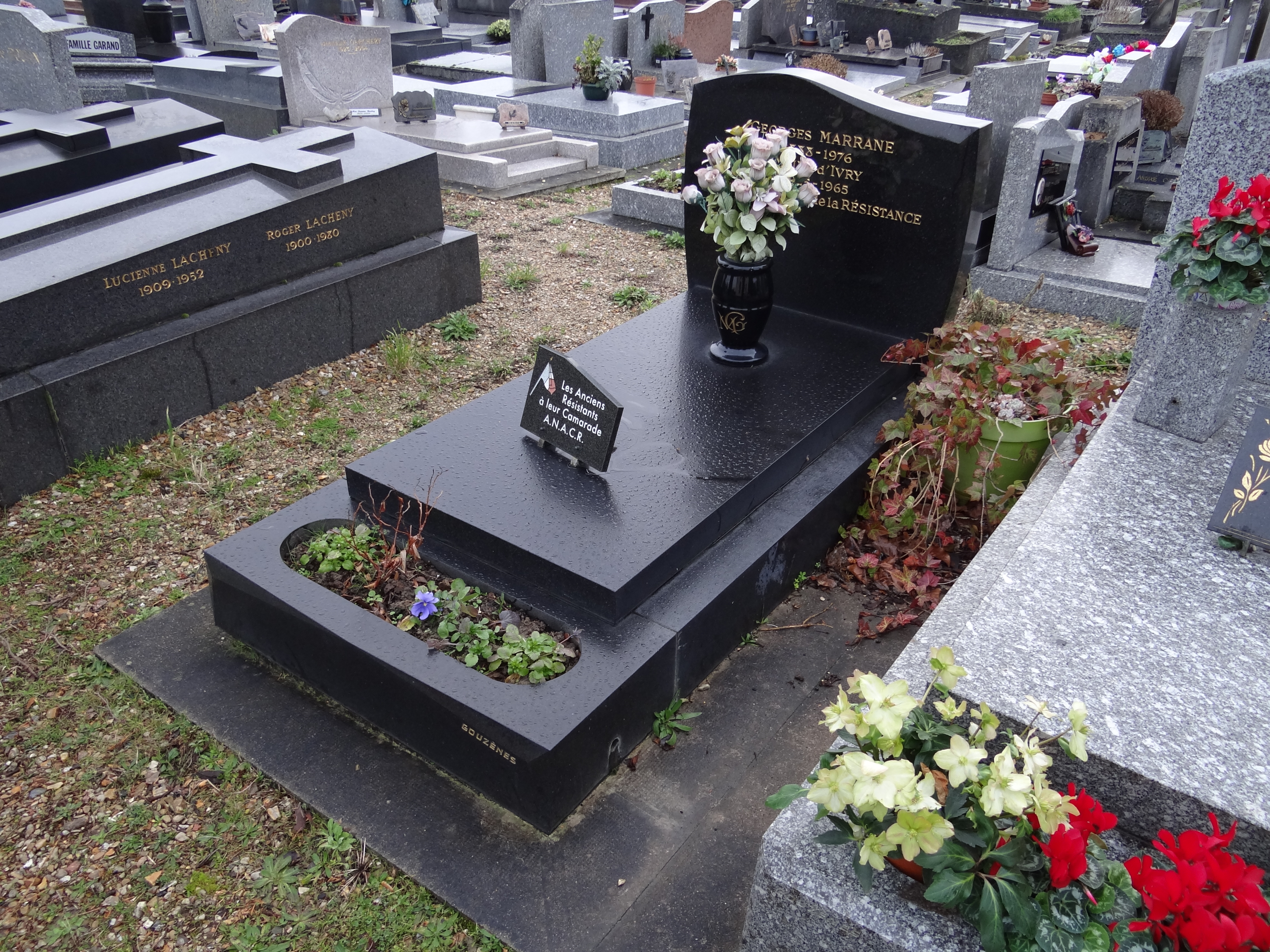
La tombe de Georges Marrane au cimetière nouveau d'Ivry-sur-Seine (Val-de-Marne).

Il meurt le 27 août 1976 à Fleury-Mérogis (Essonne), à l'âge de 88 ans, et est inhumé au nouveau cimetière d'Ivry-sur-Seine (Val-de-Marne).

## Hommages
Son nom est donné à l'esplanade située devant « sa » mairie à Ivry, et la ville de Vénissieux a une rue Georges-Marrane.
Le Challenge international Georges-Marrane, compétition internationale de handball organisée par le US Ivry handball, est nommé en son honneur.

## Décorations
- Officier de la Légion d'honneur[1]
- Médaille de la Résistance française avec rosette par décret du 20 novembre 1946[14]

## Résultats électoraux

### Élection présidentielle
| Année | Parti | Parti | 1er tour | 1er tour | 1er tour | 1er tour |
| Année | Parti | Parti | Voix     | %        | Rang     | Issue    |
| ----- | ----- | ----- | -------- | -------- | -------- | -------- |
| 1958  |       | PCF   | 10 355   | 13,03    | 2e       | Battu    |